# Mihranidi
Mihranidi ali Mehranidi (srednjeperzijsko 𐭬𐭨𐭥𐭠𐭭) so bili vodilna iranska plemiška rodbina (šahrdārān), ena od sedmih velikih iranskih rodbin Sasanidskega cesarstva, ki so trdile, da so potomke Arsakidske dinastije. Veji Mihranidske rodbine sta vladali v Kavkaški Albaniji in Kartliju.

## Zgodovina
Mihranidi so prvič omenjeni sredi 3. stoletja v trojezičnem napisu  na Zoroastrovi kaabi, ki se nanaša na politične, vojaške in verske dejavnosti Šapurja I., drugega sasanidskega kralja Irana. Družina je imela celo sasanidsko obdobkje položaj dednih "mejnih grofov" Reja. Več članov družine je služilo kot generali v rimsko-perzijskih vojnah, v katerih so v grških virih omenjeni preprosto kot Mihran ali Μιρράνης, mirranēs. Prokopij je v svoji Zgodovini vojn menil, da je Mihran naslov, enakovreden generalu.
Med pomembnimi generali iz mihranskega klana so bili: Peroz, perzijski vrhovni poveljnik med atanazijsko vojno in v bitki pri Dari, Golon Mihran, ki se je vojskoval proti Bizantincem v Armeniji, Bahram Čobin, ki je vodil državni udar proti Kozravu II. in na kratko uzurpiral prestol (590–591), in Šarvaraz, poveljnik v zadnji rimsko-perzijski vojni in uzurpator.
V 4. stoletju so veje te družine pridobile krone treh kavkaških držav: Iberije (Hozroidi), Gogarene in Kavkaške Albanije/Gardmana (Mihranidi).
Mnogo kasneje je Samanidska dinastija, ki je v 9. in 10. stoletju vladala v večini Irana, trdila, da je potomka Bahrama Čobina, se pravi Mihranidov. Verodostojnost te trditve je nejasna.

## Vira
- Dodgeon, Michael H.; Greatrex, Geoffrey; Lieu, Samuel N. C. (2002). The Roman Eastern Frontier and the Persian Wars (Part I, 226–363 AD). Routledge. ISBN 0-415-00342-3.
- Yarshater, Ehsan (1968). The Cambridge History of Iran, Vol. 3 : The Seleucid, Parthian, and Sasanian periods. Cambridge University Press. ISBN 978-0-521-20092-9.